# Porto Meira
Porto Meira é uma localidade de Foz do Iguaçu, no estado de Paraná, Brasil. Localiza-se na margem do rio Iguaçu, no local onde era feita a travessia de barco para a Argentina, antes da conclusão da Ponte da Fraternidade. Tem uma população de 37.569 habitantes.